# 誠惠
诚惠，五代十国后唐时僧人。
诚惠在五台山出家，能修戒律，称自己通皮、骨、肉三命，声名渐远，四方之人不远千里也来供奉香火。他说自己能役使毒龙，能呼风唤雨，其徒称他为降龙大师。天祐十八年（921年），镇州大水，冲坏其南城。诚惠说是因为王镕不礼遇他，他有毒龙五百，命一龙揭片石，常山将成为沼泽了。同光初年，唐庄宗尊敬相信他，并亲自带领皇后、皇妃以及皇弟、皇子们去拜见诚惠，诚惠安稳地坐在那里也不起来，跟随唐庄宗去的大臣们没有敢不跪拜的。枢密郭崇韬开始不愿拜，后来怕他毁谤自己，因御前见之故，得免私礼。当时天气正值大旱，唐庄宗从邺都把诚惠迎接到洛阳，请他祈雨，士民们从早到晚都来看他祈雨，结果好几十天过去了也没下雨。有人对诚惠说：“皇上请你来祈雨，结果没有应验，他将会烧死你。”诚惠听后就逃跑了，因感到惭愧害怕而死。赐号法雨大师，塔为“慈云之塔。”